# Quarteto para o Diálogo Nacional da Tunísia
O Quarteto para o Diálogo Nacional da Tunísia é um grupo de quatro organizações tunisinas que se reuniram para estabelecer as bases de uma democracia pluralista na Tunísia, no seguimento da Revolução de Jasmim de 2011.
Em 9 de outubro de 2015, o grupo foi galardoado com o Nobel da Paz "pela sua decisiva contribuição para a construção de uma democracia pluralista na Tunísia no seguimento da Revolução de Jasmim de 2011".

O Quarteto para o Diálogo Nacional inclui as seguintes organizações da sociedade civil:
- União Geral Tunisina do Trabalho (UGTT, Union Générale Tunisienne du Travail)
- União Tunisina da Indústria, Comércio e Artesanato (UTICA, Union Tunisienne de l’Industrie, du Commerce et de l’Artisanat)
- Liga Tunisina para a Defesa dos Direitos do Homem (LTDH, La Ligue Tunisienne pour la Défense des Droits de l’Homme)
- Ordem Nacional dos Advogados da Tunísia (Ordre National des Avocats de Tunisie).